# هاينز لوكاس
هاينز لوكاس (بالألمانية: Heinz Lucas)‏ (10 أغسطس 1920 برلين ألمانيا - 18 يوليو 2016 إركرات ألمانيا) هو لاعب كرة قدم ألماني سابق كان يلعب كمدافع.

## روابط خارجية
- هاينز لوكاس على موقع قاعدة بيانات كرة القدم.إي يو (الإنجليزية)
- هاينز لوكاس على موقع بيانات كرة القدم. دي إي (الألمانية)
- هاينز لوكاس على موقع عالم كرة القدم.نت (الإنجليزية)